# 1960年ミュンヘンC-131墜落事故
1960年ミュンヘンC-131墜落事故は、1960年12月17日に発生した航空事故である。ミュンヘン・リーム空港からRAF ノースホルトへ向かっていたアメリカ空軍のコンベア C-131D-COが離陸時にエンジン故障に見舞われ墜落した。事故により乗員乗客20人全員と地上の32人が死亡した。西ドイツで発生した航空事故としては当時最悪の死者数だった。

## 事故機
事故機のコンベア C-131D-CO（55-0291）は、製造番号212として1955年に製造された。55-0291はアメリカ空軍に所属する44人乗りのレシプロ機で、RAF ノースホルトに配備されていた。RAF ノースホルトは当時、在欧アメリカ空軍の第3空軍の指揮下にあった。

## 事故の経緯

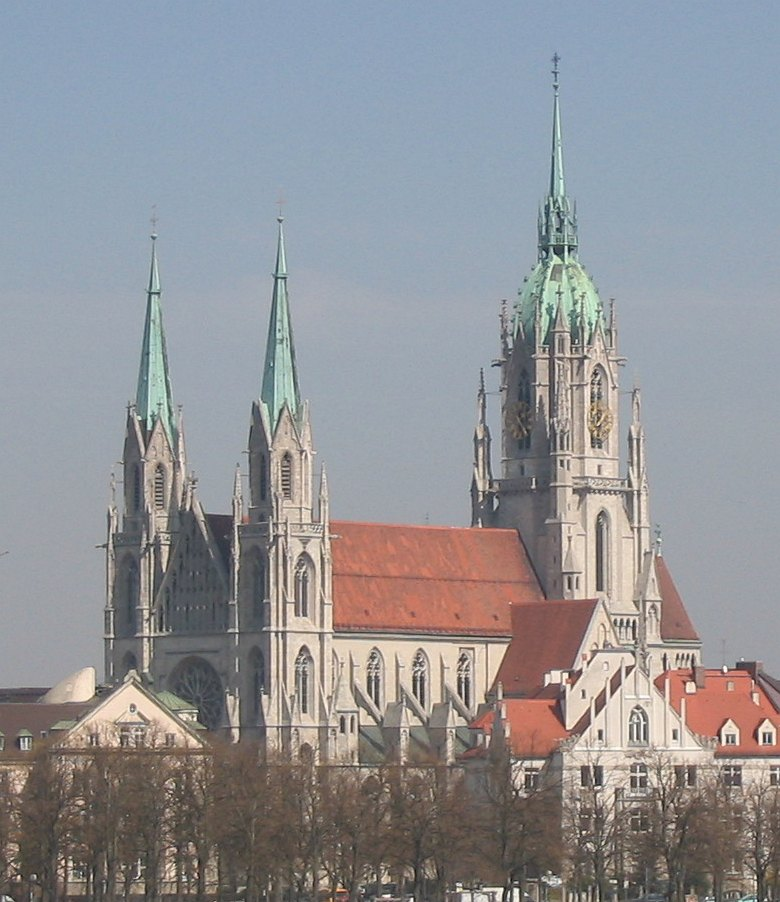
ミュンヘンの聖パウロ教会

C-131は13人の乗客と7人の乗員を乗せてミュンヘン・リーム空港からRAF ノースホルトへ飛行する予定だった。乗客の13人はいずれもメリーランド大学のミュンヘンキャンパスに通う学生で、クリスマス休暇でロンドンへ向かうところだった。
離陸前、パイロットはエンジンに異常が見られることに気付いた。しかし、修正可能なものだったため、機長は飛行継続を決定した。CET14時05分にC-131は濃霧の中、ミュンヘン・リーム空港から離陸した。離陸した直後、機体に搭載された2基のプラット・アンド・ホイットニー R-2800エンジンのうち左側のエンジンが停止した。パイロットは管制官にエンジン故障を伝え、空港へ引き返す許可を求めた。副操縦士は高度を維持しようとしたが、ルートヴィヒスヴォルシュタット＝イザールヴォルシュタット地区にある聖パウロ協会の高さ318フィート (97 m)の尖塔に左主翼が接触した。14時10分、C-131はバイエル通りを走行していた2台の路面電車に衝突しながら墜落し、大きな爆発と火災が発生した。火災は30分ほどで鎮火されたが、乗員乗客20人と地上の32人が事故により死亡した。

## 事故調査
調査はアメリカ空軍当局の主導の元行われ、ドイツの専門家も参加した。調査から、燃料ポンプ内に水が混入していたことが明らかとなった。水は航空燃料よりも密度が大きいため、燃料タンクの底にある燃料ポンプの入り口付近に沈殿する可能性があった。最終的にこの状態で水が凍結し、燃料の供給が阻害されたことによってエンジンが停止したと推測された。また、C-131に必要以上の燃料が給油されていたことが判明した。ロンドンまでの飛行時間は3時間ほどだったが、事故機には満タンに近い9.5時間分の燃料が補給されていた。この理由については調査で特定されなかった。

## 事故後

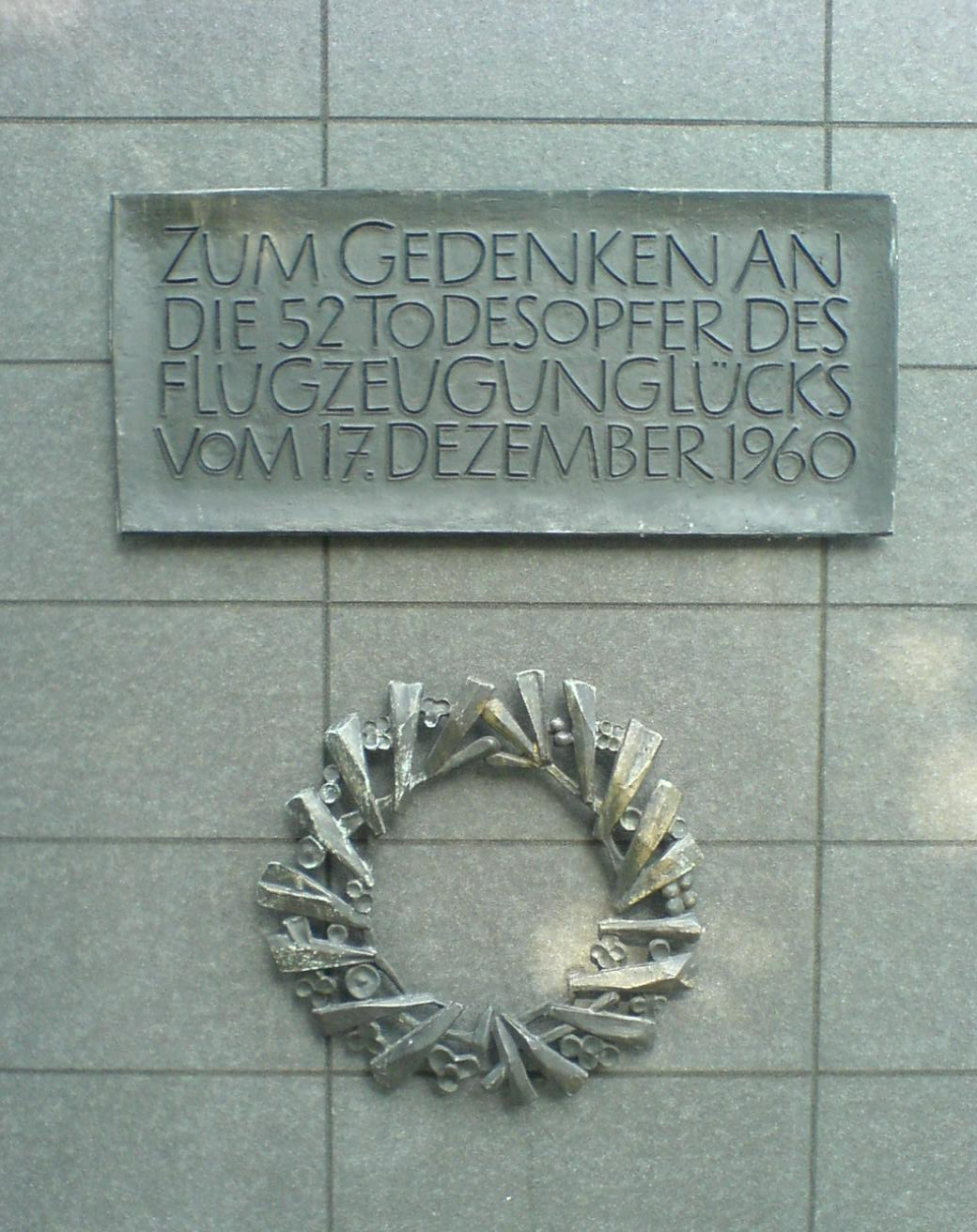
事故の追悼碑

事故直後には誤ってガソリンスタンドが爆発したという報道がされた。第3空軍は事故の翌日に犠牲者のリストを公表した。12月20日、事故の追悼式が行われた。クリスマスまでミュンヘン市内で行われるイベントは自粛され、半旗が掲げられた。
1954年からミュンヘン・リーム空港では拡張工事が行われていた。しかし1958年に発生したミュンヘンの悲劇とこの事故を受けて拡張工事が中止された。事故の翌日、この事故を受けてミュンヘン市長は空港の移設の検討を真剣に行う必要があると述べた。1962年3月、ミュンヘン中心街上空の飛行が禁止され、離着陸時の飛行経路が変更された。1969年8月5日、バイエルン州フライジングのErdinger Moosに新しい空港を建設することが決定された。1992年にミュンヘン郊外にミュンヘン空港が開港し、ミュンヘン・リーム空港は閉鎖された。